# 3118 Claytonsmith
A 3118 Claytonsmith (ideiglenes jelöléssel 1974 OD) a Naprendszer kisbolygóövében található aszteroida. Félix Aguilar Obszervatórium fedezte fel 1974. július 19-én.